# Festival Griego
El Festival Griego (en catalán, Grec) es un festival internacional de teatro, danza, música y circo, celebrado en Barcelona, España. Con una larga tradición en la vida cultural de la ciudad, durante su historia, no solo se ha convertido en la principal atracción del verano barcelonés, sino también en una referencia del calendario europeo de las artes escénicas. Recibe su nombre del espacio central del festival: un anfiteatro al aire libre, el Teatro Griego, construido para la Exposición Universal de 1929 en la montaña de Montjuic. Originariamente, este fue el escenario único del festival, pero hoy el Griego se extiende también por muchos otros teatros, equipamientos culturales y espacios públicos de la ciudad. Promovido por el Ayuntamiento de Barcelona, el festival no implica solo a las administraciones públicas, sino también a un buen número de teatros y promotores privados que coproducen con el Festival. Presupuestos públicos, aportaciones de patrocinadores y venta de entradas son las principales fuentes de ingresos del Festival Griego de Barcelona, que en 2010 vendió un total de 101.181 entradas para los espectáculos programados.
El festival tiene una doble misión: por un lado, presenta las mejores creaciones de los colectivos y artistas catalanes, a quienes apoya produciendo espectáculos que se presentan en el Festival Griego de Barcelona; por otro lado, muestra todos los años las propuestas más interesantes que llegan de escenarios del resto de España y de todo el mundo. El Griego es, de hecho, el principal escaparate de Cataluña a la hora de mostrar espectáculos producidos en el extranjero y, en los últimos años, ha asumido con decisión el reto de la internacionalización.

## Breve historia
En los años previos al regreso de la democracia, la escena teatral de Barcelona asistía al nacimiento de un teatro independiente e innovador, que rompía radicalmente con las propuestas más habituales en la cartelera del momento. Los protagonistas de aquella escena alternativa fueron, precisamente, quienes en 1976 se organizaron en la Asamblea de Actores y Directores que programó, en unas pocas semanas, una temporada veraniega para el Teatro Griego de Montjuic. Con cerca de cuarenta y siete años de historia, aquel escenario estaba infrautilizado y en un estado de semi-abandono. El primer Griego no solo rescató el escenario de Montjuic en una experiencia de marcado carácter autogestionario, sino que fue un gran éxito de público. 
El festival fue programado por la Asamblea de Actores y Directores durante dos temporadas. La edición de 1978 no se celebró pero, con las primeras elecciones municipales después de la dictadura franquista, en 1979, el Ayuntamiento de Barcelona se hizo cargo de la organización del festival. A partir de ahí, el festival fue creciendo y consolidándose. En 1980 se abrió a las propuestas escénicas procedentes de otros países, una apuesta que se ha reforzado en los últimos años y que, junto con el apoyo a la creación local, es una de las características esenciales del Griego. Durante su historia, el festival ha ido ampliando el número de espacios, se ha extendido por diferentes zonas de la ciudad, ha apoyado el trabajo de las salas y compañías alternativas, siempre manteniendo un equilibrio con las propuestas dirigidas a un público amplio, y, desde hace años, trabaja en estrecha colaboración con el sector privado.

## Los espacios del festival
- Teatro Griego. Construido en 1929 en una antigua cantera, es la auténtica alma del festival. El arquitecto francés Jean-Claude Nicolas Forestier, conservador del Bosque de Boulogne, fue quien tuvo la idea de construirlo cuando, al pasar por allí, apuntó que aquel era un espacio ideal para construir un teatro. Finalmente el proyecto se encargó a Ramon Reventós i Ferrerons y a Nicolás María Rubió Tudurí, pese a que el diseño del jardín es obra de Forestier.

- Teatre Lliure. Fundado en 1976 por un colectivo de profesionales de las artes escénicas vinculados al teatro independiente, es uno de los grandes centros de creación teatral de Barcelona. Aunque nació en el barrio de Gracia, actualmente tiene su sede principal en el antiguo Palacio de la Agricultura de Montjuic, donde dispone de unas infraestructuras teatrales de primer orden. La Sala Fabià Puigserver tiene un aforo de 736 espectadores. Desde 2010, el Teatre Lliure ha recuperado también su sede de Gracia, donde dispone de una sala con capacidad para 250 espectadores.

- Mercado de las Flores. El edificio novecentista que acoge al Mercado de las Flores se construyó para la Exposición Universal de 1929 y se convirtió en teatro municipal en 1985, cuando se abrió con el Majabhárata de Peter Brook. El edificio, que dispone de una espectacular cúpula de 12 metros de diámetro decorada por el artista mallorquín Miquel Barceló, es, desde junio de 2007, sede del Centro de las Artes del Movimiento, que tiene como misión la investigación, producción, creación y difusión de la danza y las artes del movimiento. Comprende tres salas con capacidad para 664, 320 y 80 espectadores.

- Teatro Nacional de Cataluña. Inaugurado en 1996, este edificio del arquitecto Ricard Bofill es una de las principales infraestructuras culturales de Barcelona y ha sido uno de los motores de la recuperación urbanística del área de la plaza de Las Glorias. Se trata de un complejo formado por un edificio principal en forma de Partenón en el que hay dos salas con capacidad para un máximo de 870 y 450 espectadores y un segundo edificio destinado a servicios con una tercera sala con capacidad para 400 espectadores.

- El Auditorio. Otro de los motores de la recuperación urbanística de la plaza de Las Glorias, esta infraestructura dedicada a la música ocupa un edificio obra del arquitecto Rafael Moneo. Se inauguró en 1999 y es la sede de la Orquesta Sinfónica de Barcelona y Nacional de Cataluña (OBC), de la Escuela Superior de Música de Cataluña y del Museo de la Música. Dispone de cuatro salas con capacidad para 2200, 600, 400 y 152 personas.

- Los teatros de Barcelona. Los espectáculos del Festival Griego de Barcelona se reparten por toda la ciudad y se representan tanto en espacios y teatros públicos como en salas privadas de distintas dimensiones, que van desde el Teatro Romea o La Villarroel hasta salas alternativas como, por ejemplo, la Sala Beckett o el centro de investigación coreográfica La Caldera.

- Equipamientos culturales. El Festival Griego no ha dudado en incorporar a su programación espacios que tradicionalmente no estaban destinados al teatro. Así, en las últimas ediciones del festival se ha podido asistir a representaciones teatrales o de danza en ámbitos como por ejemplo la Biblioteca de Cataluña (una infraestructura cultural situada en el antiguo Hospital de la Santa Cruz, uno de los conjuntos del gótico civil más importantes de Cataluña), el Museo de Arte Contemporáneo de Barcelona (MACBA), el Museo Picasso, el Centro de Cultura Contemporánea de Barcelona (CCCB), la Fundación Joan Miró o el centro de arte CaixaForum.

## Directores
- 1976-1977: Asamblea de actores y directores
- 1978: El festival no se celebró
- 1979: Área de Cultura del Ayuntamiento de Barcelona (Rafael Pradas y Joan-Anton Benach)
- 1980-1983: Biel Moll
- 1984-1985: Joan Maria Gual y Josep Anton Codina
- 1986-1987: Marta Tatjer
- 1988-1995: Elena Posa
- 1996-1999: Xavier Albertí
- 2000-2006: Borja Sitjà
- 2007-2011: Ricardo Szwarcer
- 2012-2016: Ramon Simó
- 2017-actualidad: Francesc Casadesús Calvó[5]